# 1st FAI Women’s World Hot Air Balloon Championship

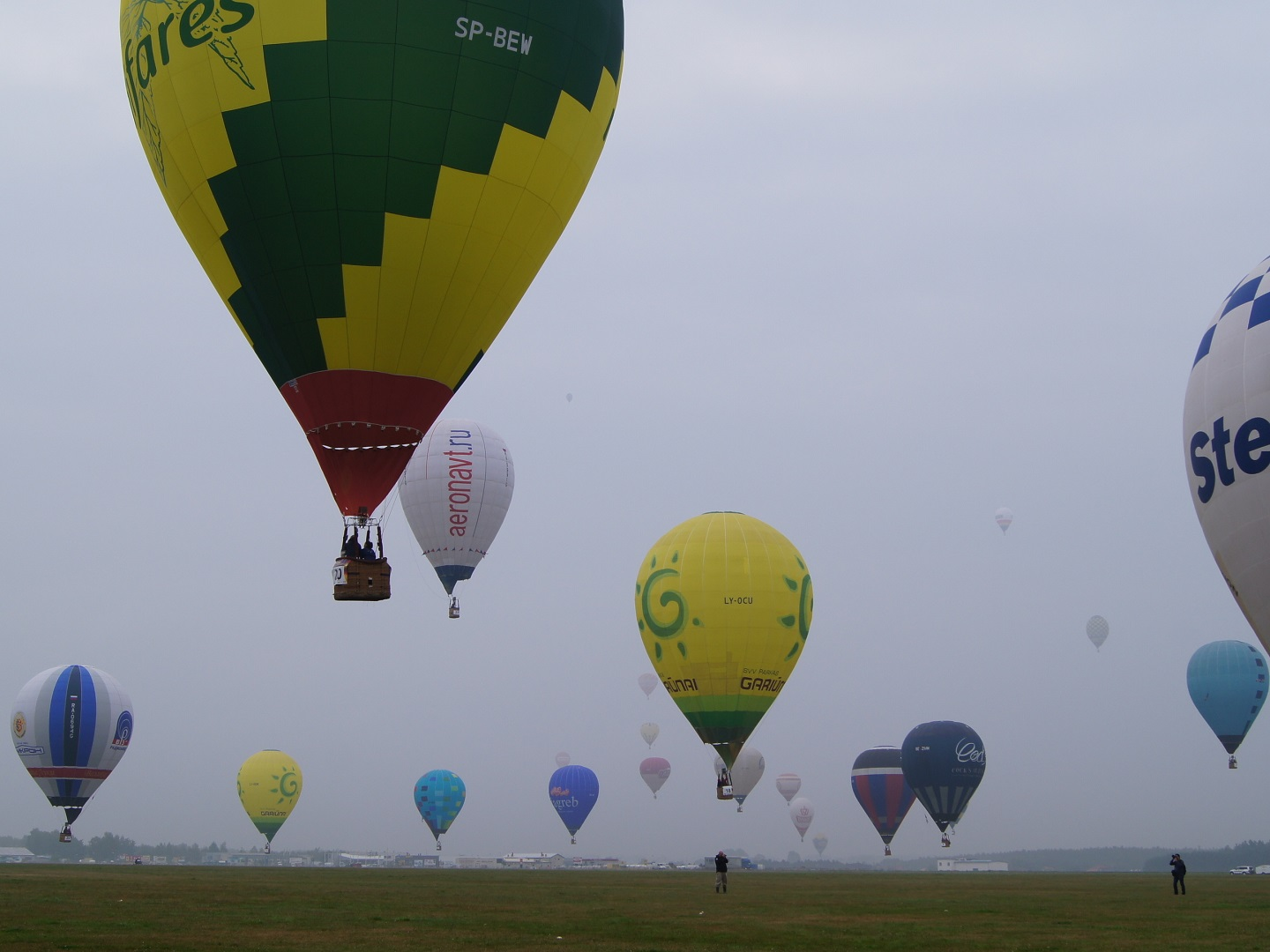
Start zur ersten Weltmeisterschaft der Frauen

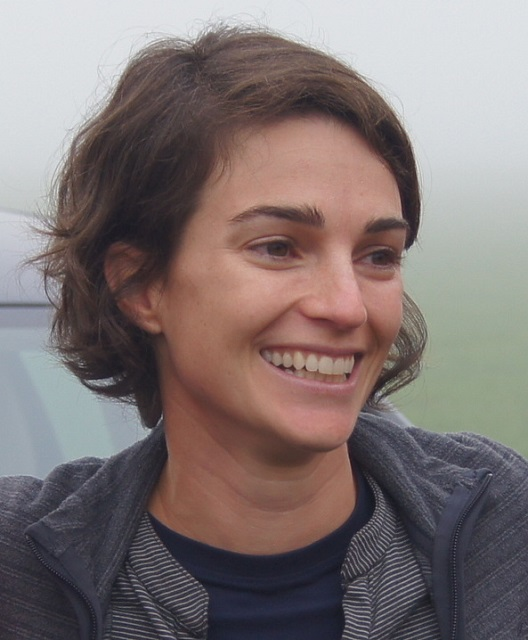
Nicola Scaife, die erste Weltmeisterin im Ballonfahren

Die 1st FAI Women’s World Hot Air Balloon Championship (deutsch Erste FAI Heißluftballon-Weltmeisterschaft der Frauen) fand 2014 im polnischen Leszno statt.
Erste Weltmeisterin wurde Nicola Scaife aus Hunter Valley, Australien. Die Silber- und die Bronzemedaillen errangen Elisabeth Kindermann aus Graz, Österreich und Agnė Simonavičiūtė aus Litauen.

## Verlauf

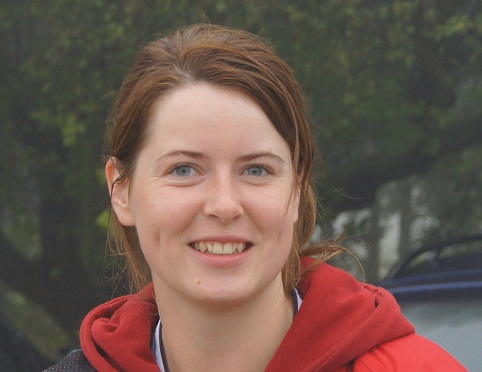
WM-Dritte Agnė Simonavičiūtė

Nach den Europameisterschaften in Alytus (Litauen, 2010) und Frankenthal (Deutschland, 2012) war es die erste Weltmeisterschaft und die dritte Ballonsportveranstaltung nach Richtlinien der FAI bei der Frauen um den Titel der besten Heißluftballonpilotin Europas kämpften. Der Wettbewerb wurde vom 8. bis 13. September 2014 ausgetragen. Es nahmen 38 Ballonfahrerinnen aus 16 Ländern Europas teil. Mit der Startnummer „1“ ging die spätere Weltmeisterin ins Rennen, da Australien die alphabetische Reihenfolge anführte. Einer der möglichen Startorte war der Flugplatz Leszno-Strzyżewice (EPLS) in Strzyżewice bei Leszno. Die Wettbewerbsleitung lag bei Mathijs De Bruijn, Niederlande. Der 8. September war für das allgemeine Briefing und die Eröffnungsveranstaltung auf dem Marktplatz in Leszno reserviert. Aus Witterungsgründen konnten an fünf Wettbewerbstagen fünf von neun geplanten Fahrten durchgeführt werden.
Am 11. September konnten Elise Kloss und Dolly Deimling aus Deutschland auf die Plätze 3 und 4 fahren. Bei der vierten Fahrt im beginnenden Regen kehrten sie diese Reihenfolge um. Wegen des Regens gab es Protest und Gegenprotest, nach Entscheid der Jury wurde die Fahrt gewertet. Die fünfte und letzte Fahrt hatte nur zwei Aufgaben, brachte allerdings die Entscheidung. Agnė Simonavičiūtė überholte die beiden deutschen Pilotinnen. Sylvia Meinl und Ann Herdewyn lieferten sich bei der vorletzten Aufgabe einen Kampf um Zentimeter. Meinl war 8 cm besser, beide erhielten 1000 Punkte. Elisabeth Kindermann konnte den Abstand auf die führende Nicola Scaife bis auf wenige Punkte verringern. Alle erwarteten eine spannende sechste Fahrt um die endgültigen Platzierungen. Der Morgennebel des letzten Tages ließ aber keine weitere Auseinandersetzung zu. 
Die Mannschaftswertung und den Pokal gewann Litauen. Daria Dudkiewicz errang mit dem Sieg bei der letzten Aufgabe den Leszno-Cup. Die letzte Wettbewerbsfahrt wurde in Dolsk ausgetragen.
| Tag           | Fahrt       | Aufgaben | Bemerkungen                           |
| ------------- | ----------- | -------- | ------------------------------------- |
| 9. September  | 1 – morgens | 3        |                                       |
| 9. September  | 2 – abends  | 3        | (windig)                              |
| 10. September | 3 – morgens | 3        |                                       |
| 10. September | 0 – abends  | 0        | Absage nach Feldbriefing              |
| 11. September | 4 – morgens | 5        | Fahrt im beginnenden Regen (Proteste) |
| 11. September | 0 – abends  | 0        |                                       |
| 12. September | 0 – morgens | 0        | Absage wegen Wind                     |
| 12. September | 5 – abends  | 2        | Fahrt in Dolsk                        |
| 13. September | 0 – morgens | 0        | Absage wegen Nebels                   |

## Resultate
| Rang | Pilotin              | Nation                 | Punkte | Aufgabensiege |
| ---- | -------------------- | ---------------------- | ------ | ------------- |
| 1    | Nicola Scaife        | Australien             | 12489  | 3             |
| 2    | Elisabeth Kindermann | Österreich             | 12401  | 1             |
| 3    | Agnė Simonavičiūtė   | Litauen                | 11362  | 0             |
| 4    | Dolores Deimling     | Deutschland            | 10881  | 1             |
| 5    | Elise Kloss          | Deutschland            | 10837  | 2             |
| 6    | Daiva Rakauskaitė    | Litauen                | 10647  | 0             |
| 7    | Mariya Sadkovskaya   | Russland               | 10462  | 1             |
| 8    | Nicole Vogel         | Schweiz                | 10455  | 0             |
| 9    | Ann Herdewyn         | Belgien                | 10110  | 0             |
| 10   | Akari Sue            | Japan                  | 10106  | 1             |
| 11   | Rita Becz            | Ungarn                 | 10081  | 0             |
| 12   | Sylvia Meinl         | Deutschland            | 10076  | 2             |
| 13   | Beata Choma          | Polen                  | 9587   | 0             |
| 14   | Daria Dudkiewicz     | Polen                  | 9540   | 1             |
| 15   | Ekaterina Larikova   | Russland               | 9384   | 0             |
| 16   | Kristina Sūnaitienė  | Litauen                | 9143   | 0             |
| 17   | Ewa Prawicka-Linke   | Polen                  | 9043   | 1             |
| 18   | Rita Naujalienė      | Litauen                | 8777   | 0             |
| 19   | Marketa Olsanova     | Tschechien             | 8761   | 0             |
| 20   | Meg Skelton          | Vereinigte Staaten     | 8615   | 0             |
| 21   | Astrid Carl          | Deutschland            | 8395   | 0             |
| 22   | Sanne Haarhuis       | Niederlande            | 8356   | 0             |
| 23   | Debby Young          | Vereinigte Staaten     | 8112   | 0             |
| 24   | Diana Nasonova       | Russland               | 7973   | 1             |
| 25   | Nataliia Ivanova     | Russland               | 7956   | 1             |
| 26   | Ewelina Helak        | Polen                  | 7649   | 0             |
| 27   | Marija Miklousic     | Kroatien               | 7026   | 0             |
| 28   | Julia Selezneva      | Russland               | 7022   | 0             |
| 29   | Susan Stamats        | Vereinigte Staaten     | 6880   | 1             |
| 30   | Christine Bertsch    | Vereinigte Staaten     | 6731   | 0             |
| 31   | Janet Haase          | Schweiz                | 6030   | 0             |
| 32   | Kelli Cook           | Vereinigte Staaten     | 5976   | 0             |
| 33   | Tomoko Kurahashi     | Japan                  | 5940   | 0             |
| 34   | Joanna Biedermann    | Polen                  | 5773   | 0             |
| 35   | Lindsay Muir         | Vereinigtes Königreich | 5756   | 0             |
| 36   | Mary-Anne Stevens    | Kanada                 | 5377   | 0             |
| 37   | Rieko Shingo         | Japan                  | 4477   | 0             |
| 38   | Karin Cyrol          | Deutschland            | 4100   | 0             |